# Nguyễn Đại Đồng
Nguyễn Đại Đồng (sinh ngày 5 tháng 09 năm 1986 tại Quảng Xương, Thanh Hóa, Việt Nam) là một cầu thủ bóng đá chuyên nghiệp đã giải nghệ trong màu áo Hà Nội FC tại V.league - 1 ở vị trí trung vệ.

## Đời tư
Ngoài bóng đá, Nguyễn Đại Đồng còn được biết đến qua mối tình lãng mạn với ca sĩ chuyển giới nổi tiếng Lâm Khánh Chi. Vào khoảng năm 2003 khi bắt đầu sự nghiệp bóng đá ở miền nam, Nguyễn Đại Đồng khi ấy 17 tuổi đã được Lâm Khánh Chi giúp đỡ rất nhiều về mặt tài chính, thậm chí khi cầu thủ này muốn mở quán cafe sân vườn, Khánh Chi sẵn sàng chi tiền một cách vô điều kiện. Có thể nói rằng Nguyễn Đại Đồng vào thời điểm đó chỉ cần tập trung đá bóng, chuyện tài chính đã có hậu phương nhiệt tình giúp đỡ. Tuy nhiên mối quan hệ giữa Đại Đồng và Khánh Chi cũng tan vỡ. Sau này trong cuốn tự truyện của mình Lâm Khánh Chi tuy chịu nhiều thiệt thòi, song vẫn coi đây là một chuyện tình đẹp và không có gì tiếc nuối.

### Cấp tuyển quốc gia
SEA Games
- Huy chương bạc (1): 2009

### Cấp câu lạc bộ
V-league 1
- Vô địch (4): 2010, 2016, 2018, 2019
- Huy chương bạc (1): 2015
- Huy chương đồng (1): 2017

Cúp quốc gia Việt Nam
- Vô địch (1): 2019
- Huy chương bạc (2): 2015, 2016
- Huy chương đồng (1): 2018

Siêu cúp quốc gia Việt Nam
- Vô địch: 2018, 2019
- Huy chương bạc (1): 2015, 2016